# Acanthurus bahianus
Acanthurus bahianus är en fiskart som beskrevs av Castelnau, 1855. Acanthurus bahianus ingår i släktet Acanthurus och familjen Acanthuridae. IUCN kategoriserar arten globalt som livskraftig. Inga underarter finns listade i Catalogue of Life.

## Bildgalleri

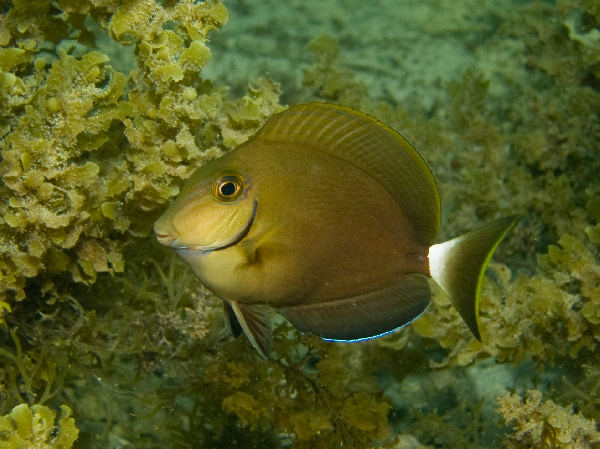